# The Legend of Zelda: Majora's Mask
 The Legend of Zelda: Majora's Mask (яп. ゼルダ の 伝説 ムジュラ の 仮面, Дзеруда но Денсецу Мудзюра но Камен) — відеогра у жанрі action-adventure, розроблена і опублікована Nintendo для ігрової приставки Nintendo 64. Була випущена в Японії 27 квітня 2000 року, і в перший тиждень було продано близько 314 000 копій гри, всього ж було продано 3 мільйони копій. У цьому ж році восени відбулися релізи гри в Америці і Європі.
Majora's Mask — шоста частина серії відеоігор The Legend of Zelda і друга 3D гра серії. Majora's Mask відрізняється більш продуманим і похмурим, а також глибшим сюжетом, ніж її попередниця, Ocarina of Time. Головний герой Лінк опиняється в країні Терміна (Termina), а не в звичному Хайрулі (Hyrule), основному місці дії більшості ігор серії. Загадковий демон у масці, відомий як Скул Кід (Skull Kid), змушує Місяць зійти з орбіти і обрушитися на Терміну. Лінк використовує подорож у часі, щоб знову і знову повертатися на три дні тому до катастрофи, щоб спробувати запобігти їй.
Вся гра зосереджена навколо повторюваного триденного ігрового циклу і використання різноманітних масок, деякі з яких потрібні для проходження гри. Різні мелодії по-різному контролюють потік часу і відкривають проходи до чотирьох Храмам, які Лінк повинен пройти. На відміну від Ocarina of Time, Majora's Maskвимагає використання модуля розширення пам'яті (Expansion Pak), який дозволяє використовувати одночасно більше число персонажів на екрані і покращує графіку. Majora's Mask в основному була добре прийнята критиками, яким сподобались покращена графіка та глибокий і похмурий сюжет.

## Опис
Можливості гри вMajora's Maskрозширені порівняно з Ocarina of Time; збереглися загадки, засновані на використанні різної зброї і музики, доповнені використанням масок, перевтіленнями героя і обмеженням за часом триденним циклом. Як і в попередніх частинах серіалу, Лінк володіє основними рухами, такими як ходіння, біг і стрибки, використовує багато предметів для боротьби з ворогами і для вирішення загадок; найчастіше використовуються меч, щит і лук зі стрілами. Він володіє кількома техніками володіння меча, і протягом гри може навчитися новим. Лінк може приголомшувати ворогів горіхами Деку (Deku Nuts), а потім завдавати ударів іншими видами зброї. Бомби можуть завдавати шкоди ворогам і позбуватися від перешкод, а Hookshot (пристрій, що складається з ручки, ланцюги і гака) здатний чіплятися за ворога і підтягати його до Лінку або зачепитися за предмет і підтягти Лінка до нього.

### Маски і перетворення
Маски, що вперше з'явилися в Ocarina of Time як додатковий квест, грають важливу роль у Majora's Mask. У Ocarina of Time було всього кілька масок, і носити можна було тільки одну, у той час як у Majora's Mask використовується двадцять чотири маски, деякі з яких необхідні для просування в грі.
На відміну від попередніх ігор серії The Legend of Zelda, тут Лінк може за бажанням здобувати різні обличчя: маска Деку (Deku Mask) перетворює Лінка в чоловічка Деку (Deku Scrub), маска Горона (Goron Mask) перетворює Лінка в Горона (Goron), а маска зори (Zora Mask) — в зору (Zora). Кожне перевтілення несе в собі особливі якості.
Деку-Лінк (Deku Scrub) може:
- Завдавати кругових ударів,
- Стріляти міхурами з рота,
- Стрибати по воді кілька разів, але не може плавати,
- Планерувати в повітрі, вистрілюючи з квітки Деку (Deku Flower).

Горон-Лінк (Goron) може:
- Котитися з великою швидкістю,
- Ударяти кулаком з убивчою силою,
- Топати по землі своїм масивним тілом,
- Входити в лаву без пошкоджень,
- Натискати на важкі перемикачі з допомогою пояса.

Зора-Лінк (Zora) може:
- Використовувати своє гладке тіло для стрімкого плавання,
- Кидати з рук плавці, схожі на бумеранги,
- Генерувати силове поле,
- Ходити по товщі води. Багато рівні гри доступні тільки з використанням цих здібностей.

Лінк і його три перетворення викликають різну реакцію у другорядних героїв гри. Наприклад, Горон-Лінк і Зора-Лінк можуть вільно покинути Клоктаун (Clock Town), але Деку-Лінк виглядає як дитина і варта не дозволить йому пройти. Багато тварин також по-різному взаємодіють з чотирма обличиями Лінка. Наприклад, на звичайного Лінка собаки ніяк не реагують, гуляючи по своїх справах, як уOcarina of Time. Деку-лінк, однак, буде атакований, якщо він пройде повз собаку, Горон-Лінк налякає собаку, так що та втече подалі, а побачивши Зора-Лінка, собака радісно буде бігати за ним.
Спеціальну маску Лютого божества (Fierce Deity's Mask) можна отримати під кінець гри, якщо зібрані всі інші маски. Маска Лютого божества перетворює Лінка у велику, сильнішу версію себе самого, з характерними мітками на обличчі, зі злісними білими очима, у срібній туніці і з містичною натільною зброєю. Також він використовує великий дворучний меч, який здатний стріляти розривами енергії, коли цілиться у ворога. Щоб правильно витрачати силу маски, вона може використовуватися тільки в битвах з босами. Люте божество має тим самим голосом, що й дорослий Лінк в грі Ocarina of Time.
Багато масок, які не володіють властивістю перетворення, приносять деяку ситуативну користь. Наприклад, маска Великої феї (Great Fairy's Mask) допомагає повертати заблукалих фей, розкиданих по чотирьох храмах; Заячий Каптур (Bunny Hood) дозволяє Лінку бігати швидше; Кам'яна маска (Stone Mask) перетворює Лінка в невидимого для більшості другорядних героїв і ворогів. Менш значимі маски, однак, використовуються тільки в додаткових квестах або в дуже спеціальних ситуаціях. Прикладами служать: Капелюх листоноші (Postman's Hat), яка дозволяє Лінку дістатися до предмета, захованого в поштовій скриньці, і маска Кафеі (Kafei's Mask), яка починає довгий і складний додатковий квест, призами якого є декілька масок.

### Триденний цикл

У Лінка є три дні, щоб запобігти падінню Місяця на Терміну.

Majora's Mask — гра унікальна серед ігор серіалу The Legend of Zelda, тому що в ній вводиться обмеження за часом. Це обмеження становить 3 дні (72 години) ігрового часу, що відповідає приблизно 72 хвилинам реального часу. Відтак гравець повинен проходити підземелля і розгадувати загадки швидко. Гравцеві нагадують, скільки «годин» залишилося, при кожному заході і світанку. Годинники внизу екрану відраховує час, і скільки часу залишилося. До закінчення 72-х годин Лінк повинен повернутися до Захода Першого дня за допомогою Пісні Часу (Song of Time), програвши її на окарині Часу (Ocarina of Time), яку йому подарувала Принцеса Зельда в попередній грі The Legend of Zelda : Ocarina of Time. Після цього триденний цикл повторюється. Зробивши це, Лінк залишається без незначних предметів, які він назбирав за час циклу, такі як рупії (rupees), бомби і стріли, але основні предмети, такі як маски, ключі і зброя, залишаються. Але є одна хитрість: рупії, покладені в банк, можуть бути повернуті навіть після повернення в часі. Якщо гравцеві не вдається повернутися в Перший день до закінчення Третього дня, Місяць обрушиться на Клоктаун, що зруйнує Терміну, а Лінк повернеться до Заходу Першого дня. При цьому всі предмети, включаючи основні предмети, накопичені з моменту, коли останній раз гралася Пісня Часу, будуть втрачені.
З перезапуском циклу, всі дії Лінка з попередніх циклів скасовуються, включаючи будь-який прогрес у незавершених підземеллях, і їх потрібно проходити заново. Однак якщо підземеллі було пройдено до кінця, Лінк зберігає виграний там ключ і може ще раз поборотися з босом, якщо захоче, що нове для ігор The Legend of Zelda.
Лінк не єдиний герой, який пов'язаний зі змінами в часі. Вторинні герої мають графік, якого вони йдуть протягом циклу, і багато з них потребують допомоги в проходженні цього графіку. Використовуючи записну книжку, під назвою Записна книжка бомбера (Bombers 'Notebook), отриману Лінком в Клоктауне, він може стежити за графіком безлічі людей і визначати важливі моменти, коли він може втрутитися, щоб допомогти. У потрібний момент, вирішуючи завдання, які коливаються від забезпечення солдата ліками до відновлення союзу зарученою пари, Лінк може заробляти маски та інші корисні речі. Зазвичай, певні події можливі лише у певні дні, і тільки якщо інші події вже трапилися. Ці події і відображаються в Записній книжці бомбер.
Також Лінк може маніпулювати часом, змінюючи спосіб гри Пісні Часу. Якщо Лінк зіграє кожну ноту двічі, то вийде Пісня Подвійного Часу (Song of Double Time), і він переміститься на початок наступного ранку або вечора (6 годин ранку або вечора). Якщо він зіграє Пісню Часу навпаки, то вийде Пісня перевернутого Часу (Inverted Song of Time) і змусить час рухатися в два рази повільніше, збільшуючи кількість часу вдвічі, наприклад, для того, щоб Лінк встиг повернутися в Перший День.
Majora's Mask — не перша гра серіалу The Legend of Zelda, в якій робиться акцент на часі. В Ocarina of Timeє певні камені, які говорять час, якщо по ним стукнути мечем, і визначені місця, в яких день змінюється від ранку до вечора. Годинник зупиняється, коли Лінк входить в місто або в підземелля. До того ж, але тільки в японській версії гри, є вбудовані годинник реального часу, який впливає на події в грі.

### Мелодії

Зора-Лінк грає на гітарі зі скелету риби.

Окарина Часу (The Ocarina of Time), містичний інструмент Лінка, грає важливу роль вMajora's Mask. Як і в попередній грі, Лінк вчить магічні мелодії від тих, кого зустрічає на шляху, для придбання спеціальних здібностей: від контролю над погодою до телепортації і подорожей в часі. Кожен тип перетворення Лінка використовує свій інструмент: Деку-Лінк грає на сопілці Деку, Горон-Лінк грає на барабанах-бонгах, а Зора-Лінк грає на гітарі з скелета риби.
Найважливіша пісня в грі — це Пісня Часу (Song of Time). Вона використовується Лінком для повернення в початок Першого дня, це єдиний спосіб, щоб перезапустити триденний цикл і постійно зберігати прогрес у грі; якщо програти мелодію у зворотному напрямку, час потече повільніше, якщо перші три ноти зіграти двічі кожну, то Лінк перенесеться вперед у часі, до наступного світанку або заходу (але не до заходу Останнього дня, так як це призведе до кінця світу). Інші мелодії в основному використовуються для просування по сюжету гри, наприклад, відкриття нового шляху. Елегія Порожнечі (Elegy of Emptiness) — унікальна мелодія, тому що вона використовується як загадка в одному з підземель. Пісня Зцілення (Song of Healing) використовується для виявлення багатьох предметів, як в основному сюжеті, так і в додаткових квестах. І нарешті, такі мелодії, як Пісня Польоту, існують для зручності гравця, дозволяючи здійснювати телепортацію в основні локації і полегшуючи виконання безлічі незвичайних завдань і доступних додаткових квестів.